# کوچوک‌کیزیل‌جا (آماسیه)
کوچوک‌کیزیل‌جا (به ترکی استانبولی: Küçükkızılca) یک منطقهٔ مسکونی در ترکیه است که در آماسیه واقع شده‌است.